# Порто-Карас

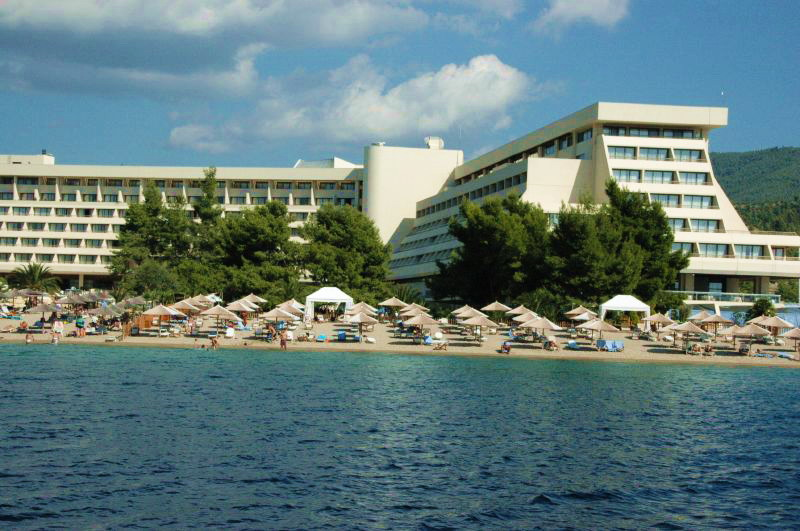
Вид отеля «Мелитон»

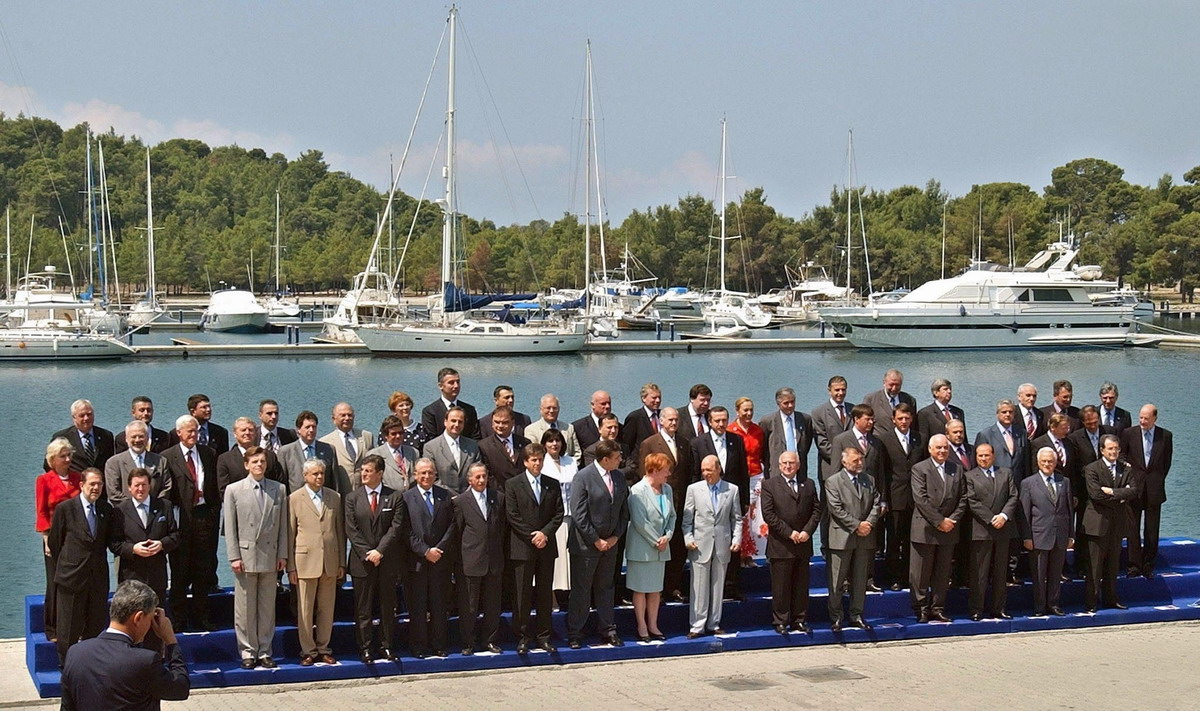
Участники Европейского саммита 2003 года, проходившего в Порто-Карас

Порто-Карас (греч. Πόρτο Καρράς) — курорт в Греции. Расположен на полуострове Ситония в северной части страны, в 120 км от второго по величине греческого города Салоники. Занимает площадь 1763 га, протяженность пляжа — 9 км. Административно относится к сообществу Неос-Мармарас в общине Ситония в периферийной единице Халкидики в периферии Центральная Македония. Население 95 человек по переписи 2011 года.

## История
Строительство курорта велось греческим судовладельцем Янисом Каррасом с 1973 по 1977 год.

## Достопримечательности
На территории курорта расположены два пятизвездочных отеля («Мелитон» и «Ситония») и вилла Galini.
Самый большой в Юго-Восточной Европе центр талассотерапии.
Яхтенный причал на 315 мест.

## Знаменательные события
Саммит глав государств Европейского Союза прошёл в июне 2003 года.

Командный чемпионат Европы по шахматам 2011 года.
Первенство мира по шахматам среди школьников 2011 года, проводимое ФИДЕ и Международным шахматным союзом школьников
.